# Paul Deacon
 (août 2025).
Si vous disposez d'ouvrages ou d'articles de référence ou si vous connaissez des sites web de qualité traitant du thème abordé ici, merci de compléter l'article en donnant les références utiles à sa vérifiabilité et en les liant à la section « Notes et références ».

a Compétitions nationales et continentales officielles uniquement.

b Matchs officiels uniquement.
Paul Deacon, né le 13 février 1979 à Wigan (Angleterre), est un joueur international anglais de rugby à XIII évoluant au poste  de demi d'ouverture ou de demi de mêlée dans les années 1990, 2000 et 2010. 

## Carrière
Après des débuts à Oldham, il rejoint Bradford où il effectue l'essentiel de sa carrière. Pièce maîtresse du club aux côtés de Jamie Peacock et Stuart Fielden, Paul Deacon marque durablement le club et participe activement aux succès du club dans les années 2000 avec un titre de World Club Challenge en 2002, trois titres de Super League en 2001, 2003 et 2005, et deux titres de Challenge Cup en 2000 et 2003. Il gagne parallèlement sa place en sélection d'Angleterre et de Grande-Bretagne, participant avec la première à la Coupe du monde 2000. Il rejoint en 2010 pour sa fin de carrière Wigan avec lequel il remporte deux derniers titres, la Super League en 2010 et la Challenge Cup en 2011.
Il se reconvertit ensuite en tant qu'entraîneur. Après avoir été adjoint de Steve McNamara en équipe d'Angleterre lors de la Coupe du monde 2013, il décide de rejoindre le rugby à XV en tant qu'entraîneur adjoint aux Sale Sharks en 2015, puis entraîneur principal du club de 2020 à 2025.

## Palmarès

### Collectif
- Vainqueur de la World Club Challenge : 2002 (Bradford).
- Vainqueur de la Super League : 2001, 2003, 2005 (Bradford) et 2010 (Wigan).
- Vainqueur de la Challenge Cup : 2000, 2003 (Bradford) et 2011 (Wigan).
- Finaliste de la Super League : 1999, 2002 et 2004 (Bradford).
- Finaliste de la Challenge Cup : 2001 (Bradford).

### Individuel
- Meilleur joueur de la finale de la Super League : 2002 (Bradford).